# آلبرت کاللند (بازیکن فوتبال)
آلبرت کاللند (انگلیسی: Albert Calland; ۱۰ سپتامبر ۱۹۲۹ – ۳ ژانویهٔ ۲۰۱۴) بازیکن فوتبال اهل بریتانیا بود.
از باشگاه‌هایی که در آن بازی کرده‌است می‌توان به باشگاه فوتبال بیدفورد و باشگاه فوتبال تورکی یونایتد اشاره کرد.